# Balaenophilus unisetus
Balaenophilus unisetus är en kräftdjursart som beskrevs av Aurivillius 1879. Balaenophilus unisetus ingår i släktet Balaenophilus och familjen Balaenophilidae. Arten är reproducerande i Sverige. Inga underarter finns listade i Catalogue of Life.